# Martín Martín Martín
Martín Martín Martín-Tereso (Sonseca, Toledo, España; 11 de noviembre de 1923-San Miguel de Tucumán, Argentina; 25 de junio de 2011) fue un sacerdote español que se dio a conocer en la provincia de Tucumán en Argentina por su carácter bondadoso y su curioso nombre.

## Biografía
Nació un 11 de noviembre de 1923 en Sonseca, provincia de Toledo, durante la regencia de la dictadura de Primo de Rivera en España.
Sus padres, León Martín Sánchez y María Juana Martín Tereso Fermino decidieron ponerle el nombre en honor a sus respectivos apellidos.
Creció junto a su hermano y sus dos hermanas y fue educado desde pequeño en la fe católica.
Mientras la Segunda Guerra Mundial azotaba Europa, viajó a Florida de Uruguay para estudiar el sacerdocio mientras que sus hermanos ingresaron en el seminario de Madrid. Se ordenó en 1949, tras lo cual se dirigió a Argentina, para terminar ejerciendo en la parroquia de Montserrat en Tucumán.
Pertenecía a la Hermandad de Sacerdotes Operarios Diocesanos.
Era conocido nacionalmente por su afición al ciclismo, la cual se negó a dejar incluso siendo octogenario, razón por la cual se le apodó localmente «El santo de la bicicleta». Fue también admirado por su caridad y bondad, acercándose a toxicómanos y personas en necesidad y sintecho cuando lo necesitaban.
Murió el 25 de junio de 2011 a sus 87 años producto de un paro cardiaco mientras daba la misa en su parroquia. Fue velado en la misma y enterrado en el cementerio de San Agustín.
En 2019 el titular de la arquidiócesis de Tucumán, Arzobispo Carlos Alberto Sánchez, emitió un edicto en el que dio la orden de iniciar la Causa del Siervo de Dios por Martín Martín-Tereso. La causa para su beatificación se abrió el 5 de octubre de 2022.
En 2021 se inauguró una estatua en su memoria al oeste de San Miguel de Tucumán.